# 亞歷克西婭·拉卡特娜
亞歷克西婭·拉卡特娜（英語：Alexia Lacatena，2002年10月21日—）是一名出生於美國新泽西州的壘球選手，司職投手，目前效力於A1聯賽卡塞塔。她曾隨隊參加2021年歐洲女子壘球錦標賽，結果獲得金牌。

## 外部連結
- 亞歷克西婭·拉卡特娜的X（前Twitter）